# Serica luteola
Serica luteola är en skalbaggsart som beskrevs av Moser 1918. Serica luteola ingår i släktet Serica och familjen Melolonthidae. Inga underarter finns listade i Catalogue of Life.